# Elymnias typica
Elymnias typica är en fjärilsart som beskrevs av Hans Fruhstorfer 1907. Elymnias typica ingår i släktet Elymnias och familjen praktfjärilar. Inga underarter finns listade i Catalogue of Life.